# Anna Schürkes
Maria Anna Schürkes (* 4. Dezember 1883 in Etgenbusch bei Erkelenz; † 2. Dezember 1971 im Immerather Krankenhaus)  war eine deutsche Judenhelferin.

## Leben
Die ledige Anna Schürkes entstammte einer katholischen Bauernfamilie, sie war die einzige Tochter von Heinrich Schürkes und Helena geborene Endpohl. Sie hatte vier Brüder, ihr ältester Bruder war der katholische Priester Anton Schürkes (* 1878, † 1924) und ab 1918 der erste Pfarrer an St. Aloysius in Oberbruch.
Anna Schürkes wollte ursprünglich bei ihm im Pfarrhaus den Haushalt führen. Aber als ihr Bruder 1924 plötzlich starb, wurde sie Haushälterin bei dem Priester Joseph Emonds, er stammte aus dem benachbarten Terheeg und kam auch aus einer bäuerlichen Familie.
Ob Anna Schürkes schon 1924 die Stelle bei Joseph Emonds antrat, ist noch nicht geklärt. Der Priester wirkte damals von 1924 bis 1926 als Vikar in Dormagen, anschließend an St. Peter in Köln-Ehrenfeld. 1928 wechselte er als Kaplan nach St. Laurentius in Essen-Steele. Dort ist Anna Schürkes als Haushälterin belegt. Als Josef Emonds die Pfarrerstelle in  Kirchheim bei Euskirchen übernahm, folgte sie ihm.
Anna Schürkes stand dem Priester fortwährend bei dessen Auseinandersetzungen mit dem Nationalsozialismus treu und verschwiegen zur Seite, auch als dieser im Dezember 1944 im Pfarrhaus in Kirchheim den Düsseldorfer Maler Mathias Barz und dessen jüdische Ehefrau Hilde versteckte. Auch seine sonstige Widerstandsarbeit wurde von ihr unterstützt. So kannte sie die Widerstandskämpferin gegen den Nationalsozialismus und Judenhelferin Gräfin Marie Elisabeth Leonie Gertrud Paula zu Stolberg-Stolberg. Im Alter kehrte Anna Schürkes nach Etgenbusch zurück, sie ist auf dem Friedhof in Venrath begraben.